# Жан-П'єр Луейбо
Жан-П'єр Луейбо (фр. Jean-Pierre Louyebo) — конголезький дипломат. Надзвичайний і Повноважний Посол Республіки Конго в Україні за сумісництвом (2011—2012).

## Життєпис
У 1999—2012 рр. — Надзвичайний і Повноважний Посол Республіки Конго в РФ з акредитацією в Україні, Фінляндії, Білорусі, Казахстані, Грузії та Латвії. 31 серпня 1999 року вручив вірчі грамоти Президенту Росії Борису Єльцину.
У 2011—2012 рр. — Надзвичайний і Повноважний Посол Республіки Конго в Україні. Вручив вірчі грамоти Президенту України Віктору Януковичу.
З 2012 року на посаді Надзвичайного і Повноважного Посла Конго в Алжирі. У листопаді 2012 року вручив вірчі грамоти Президенту Алжиру Абделазізу Бутефліці.